# 베렌가리우스 2세 이브렌시스

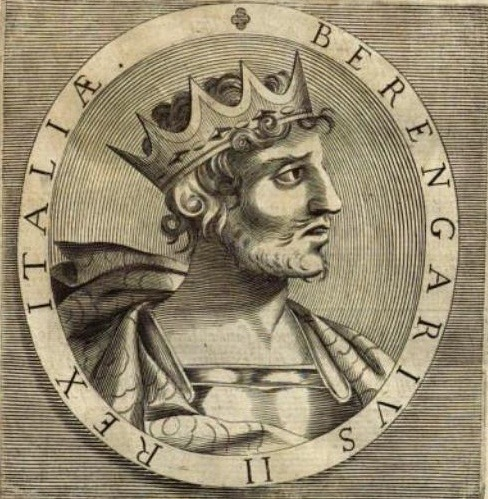
베렌가리오 2세

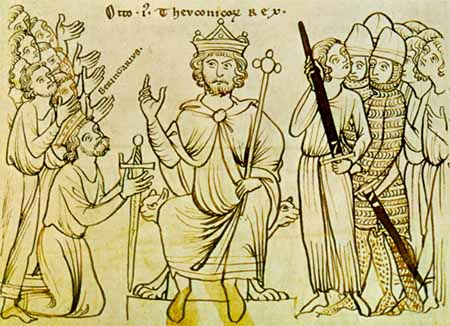
오토 1세에게 포로로 잡힌 베렌가리오 2세 (1200년대 그림)

베렌가리오 2세(Berengar II, 900년 ~ 966년 8월 4일) 또는 베렌가리오 드 이브레아(Berengar de Ivrea)는 프랑크 왕국 출신 이탈리아의 귀족이자 이탈리아의 왕이었다. 황제 베렌가리오 1세의 외손자였다. 947년부터 여러 이탈리아의 귀족 및 독일 오토 1세와 이탈리아의 왕권을 놓고 전쟁을 하였다. 또한 16세기까지 이어진 레온-카스티야 왕국 왕실 및 부르고뉴 백작가문의 선조가 되며, 12세기의 호엔슈타우펜 왕가 출신 신성 로마 제국 황제 하인리히 6세, 프리드리히 2세 및 합스부르크 왕가 황제 카를 5세, 페르디난트 1세에게는 외가 쪽으로 선조가 된다.
947년부터 프로방스의 위그, 로타리오 2세 부자와 이탈리아의 왕위를 놓고 경합하였고, 950년 이탈리아의 왕이 되었지만 이탈리아 중부를 차지하고 있던 마로치나, 테오도라 자매의 일가족과 정치적으로 분쟁을 벌였다. 954년 8월 알베리크 2세가 죽자 이탈리아 전체를 통치할 수 있었지만, 951년부터 독일의 오토 1세가 이탈리아의 정치에 개입하였다. 그는 처음에는 오토에게 충성을 맹약했지만 분리독립을 기도하다가 오토 1세에 의해 진압되었다. 이후 독일로 끌려가 노드가우의 밤베르크에 갇혀 옥사하였다. 베렌가리오 2세는 후일 아들 아달베르토 2세를 통해 부르고뉴 백작가문의 선조가 된다.

## 생애

### 초기 활동

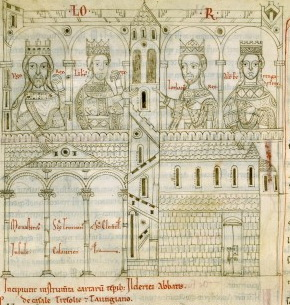
카사우리아에서 작성된 이탈리아의 네명의 왕 초상화, 좌로부터 우고, 람베르토 2세, 로타리오, 베렝가리오 2세

900년경 이브레아 후작 아달베르토 1세와 기셀라 드 프리울리의 아들로 태어났다. 어머니 기셀라 드 프리울리는 프리울리 후작이자 롬바르디아의 왕, 신성 로마 제국의 황제인 베렌가리오 1세의 딸로, 베렌가리오 1세는 다시 경건왕 루트비히의 딸 기셀라 드 프랑크의 아들이었다.
베렌가리오의 친할아버지 안스카르는 본래 프랑스 출신으로 부르고뉴와 오스크의 백작이었으나, 이탈리아의 귀족 가문들과 친인척 관계였다. 할아버지 안스카르는 888년 구이도에 의해 이탈리아 이브레아의 후작에 임명되어 이탈리아에 정착하였다. 이후 계속 이브레아 후작직을 세습했다. 그뒤 아버지 아달베르토는 베렝가리오 1세의 딸과 결혼하여 세력가가 되었으며 프리울리 후작직도 승계하였다.
베렌가리오 2세의 선대는 다소 불분명한데 베렝가리오 1세의 집안의 친인척이면서 동시에 스폴레토의 구이도, 람베르토 집안과도 친인척 관계였다. 일설에는 피핀 3세의 형 카를로만의 딸 로트루드의 후손이라 하나 불확실하다. 베렌가리오는 이브레아 후작 아달베르토 1세와 황제 베렝가리오 1세의 딸 기셀라의 아들이었다. 920년대 초 그는 외할아버지 베렌가리오 1세의 휘하에서 군사를 이끌고 있었지만, 베렌가리오의 아버지 아달베르토 1세는 어느 시점에서 황제 베렝가리오 1세의 정적으로 변신했다.
아버지 아달베르토 1세는 로돌포의 편에 서게 됨으로써 베렝가리오 1세가 암살된 뒤에도 이브레아 후작직과 이탈리아 내 기득권을 유지할 수 있었다. 아버지 아달베르토 1세가 사망하는 923년부터 이후 940년까지 이브레아의 후작이었고, 923년 아를의 보소의 딸이자 프로방스의 위그의 조카인 토스카니의 윌라와 결혼하였다. 940년 아들 귀도에게 이브레아 후작위를 넘겨주었다.

### 이탈리아의 군주
940년부터 그는 이탈리아의 귀족들을 규합, 자신의 처삼촌 프로방스의 위그를 상대로 반란을 일으켰다. 그는 프로방스의 위그의 어린 아들 로타리오 2세에게 이탈리아의 왕위를 포기하라고 미리 경고하였다. 941년 베렌가리오 2세는 독일로 피신하여 오토 1세에게 충성을 맹세하고 봉신이 된다. 945년 베렌가리오 2세는 오토 1세로부터 군대를 얻어 다시 이탈리아로 복귀하였다. 베렌가리오 2세는 프로방스의 위그와 싸워서 그를 패배시키고 아를로 추방하였고, 947년 위그가 죽자 그의 아들인 로타리오 3세와 싸웠다. 3년 뒤 로타리오 3세가 갑자기 죽자 이탈리아의 왕이 되었다. 시중에서는 베렌가리오가 로타리오 2세를 독살했다고 의심하였다. 한편 프로방스의 위그와 로타리오 2세는 각각 그의 처삼촌과 처사촌으로, 베렌가리오의 장인인 아를의 보소와 형제간이었다. 베렝가리오 2세와 아달베르토 2세 부자에게 위그와 로타리오 3세는 각각 처삼촌과 처사촌 및 외종조부와 외당숙, 조카사위와 외종손 및 사촌매부 및 외5촌 조카가 된다.

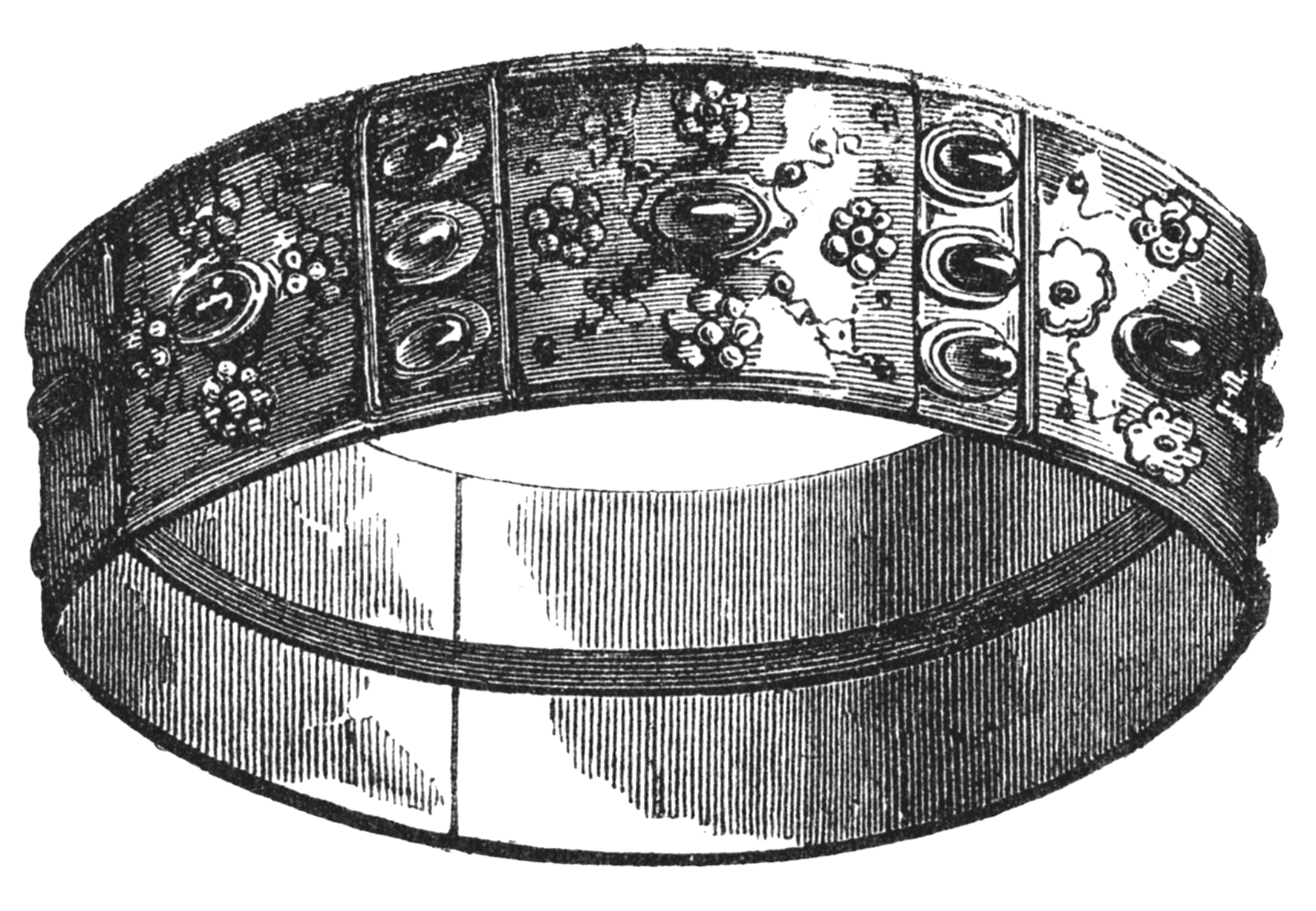
롬바르드의 철왕관

로타리오 3세 사후 그는 로타리오 3세의 미망인으로, 이탈리아의 공주이자 루돌프 2세의 딸인 아델하이트를 자신의 아들 아달베르토와 결혼하게 할 것을 강요했으나 아델하이트는 거절하고 수감되었다. 951년 몇 개월 동안 그에게 포로로 잡혀 있던 아델하이트가 딸 엠마를 데리고 그에게서 탈출해 독일로 건너가 카노사에 있던 동프랑크 왕국의 군주 오토 1세에게 도움을 청했고, 오토 1세는 946년 이미 정비 마틸다를 상처하였으므로 아델하이트는 곧 오토와 결혼했다. 951년 아들 아달베르토 2세를 공동 국왕으로 선언하고, 로마의 보호자이자 파트리키우스를 자처한 알베리크 2세와 갈등하였다. 한편 로마의 보호자를 자처하던 알베리크 2세가 954년에 사망하자 베렌가리오는 이때 비로소 이탈리아 전역을 통솔할 수 있었다. 그러나 베렌가리오의 통솔 기간은 954년 - 955년 무렵이었고, 곧 오토 1세가 이탈리아 정치에 개입함으로써 분쟁이 발생한다.
951년 가을 오토 1세가 군사를 이끌고 알프스산맥을 넘어왔다. 베렌가리오 2세는 형식적으로 오토 1세의 종주권을 인정하였다. 산 마리노에서 이탈리아 귀족들과 면담한 오토는 951년 12월 25일 아델하이트와 결혼했다. 그리고 오토 1세는 자신의 본처에게서 얻은 딸 리우트가르트의 남편 콘라트 적왕을 이탈리아 북부 파비아로 보내 이탈리아의 섭정으로 임명한다. 오토는 당초 베렌가리오 2세를 폐위시키려 했지만, 952년 아우구스부르크에서 열린 의회에 참석한 베렌가리오는 오토의 종주권을 인정하고, 그때까지 유지하던 프리울리 지역을 오토에게, 베로나를 오토 1세의 동생 하인리히 1세에게 양도하였다. 이로서 베렌가리오 2세는 겨우 이탈리아의 왕이라는 직책을 유지할 수 있었다. 그러나 이탈리아로 돌아온 뒤 그는 분리 독립을 기도한다. 953년 오토 1세가 자신의 아들 리우돌프의 반란을 처리하는 동안 베렌가리오 2세와 아들 아달베르토 2세는 카노사를 공격하였다. 그리고 954년 8월 31일 로마와 이탈리아 중부의 패자인 알베리크 2세의 사망으로 이탈리아 중부의 주권을 획득한다.

### 퇴위와 최후
955년 오토 1세가 군사를 이끌고 이탈리아로 왔을 때 베렌가리오는 일단 오토에게 충성을 맹약하였다. 오토 1세는 자신의 사위 콘라트 적공을 이탈리아 섭정으로 임명하여 파견, 그를 감시하게 했다. 그러나 오토 1세가 되돌아간 뒤 베렌가리오는 독일의 영향에서 벗어나 이탈리아의 주권을 회복하려 하였다. 957년 9월 6일 오토 1세는 자신의 아들 리우돌프가 죽자 마자 이탈리아를 공격하였다. 960년부터 그와 아들 아달베르토 2세가 교황 요한네스 12세를 공격하자 961년 가을 오토는 교황의 요청을 받아 로마로 진군해 그해 12월 25일 베렌가리오 2세의 폐위를 선언하고 이탈리아의 왕위에 올랐다. 이어 962년 2월 2일 오토는 다시 이탈리아로 와 신성 로마 제국의 황제관을 받았다.
그러나 교황 요한 12세는 오토 1세 부자 간의 갈등에 반감을 품었고 이를 계기로 963년 교황 요한 12세가 베렝가리오와 협상하자, 오토 1세는 다시 군대를 이끌고 알프스를 넘어와 963년 12월 교황을 베렝가리오와 내통했다는 죄목으로 축출하고, 산 레오 지방에서 베렝가리오 내외를 생포하여 독일로 압송, 독일 바이에른 공국의 노드가우 후작령의 밤베르크의 감옥에 가두었다.
966년 8월 4일 독일 노드가우의 밤베르크 성 감옥에서 옥사하였다. 그러나 베렌가리오 2세의 아들 아달베르토 2세는 966년경까지 오토 1세에게 저항하였다. 왕비 토스카나의 윌라 역시 밤베르크의 수녀원에 감금당해 그곳에서 생을 마쳤다.

### 사후
아들 아달베르토 2세는 966년 오토 1세에게 패하고 죽음으로서 이탈리아의 왕위는 베렌가리오의 부계쪽 조카손자 아르뒤노가 자립할 때까지 독일의 식민지 치하에 놓이게 된다. 다른 아들 귀도는 970년 슈바벤과의 전쟁에서 전사하였다.
그의 혈통은 14세기까지도 이어지는데, 아달베르토 2세의 미망인 메이콘의 게르베르가(Gerberga de Mâcon)는 부르고뉴의 앙리 1세와 재혼하였다. 부르고뉴의 앙리 1세는 아달베르토의 아들 오토 윌리엄에게 부르고뉴 동쪽 영역에 부르고뉴 백작령을 신설하여 그를 임명하였다. 오토 윌리엄의 가계는 오토 윌리엄의 아들 레니에 1세의 증손 레너드 3세가 딸 베아트릭스만을 남기고 죽어 단절되었지만, 부르고뉴 여백작이 된 베아트릭스가 프리드리히 바르바롯사와 결혼하여 신성로마 제국의 황후가 됨과 동시에 자신들의 아들 오토에게 백작위를 넘긴다. 이 가계는 외손을 통해 발루아 왕가와 합스부르크 왕가 출신 사위들에게로 이어진다.
오토 윌리엄의 다른 아들 레이몽은 레온과 카스티야의 통치자였던 히메네스 가문의 우라카 여왕과 결혼하여 얻은 알폰소 7세를 통해 16세기까지 이어진다. 알폰소 7세의 마지막 직계 후손은 카스티야의 이사벨라로 아라곤의 왕 페르디난트 2세와 결혼하여 얻은 딸 요안나 광인은 신성 로마 제국 황제 카를 5세와 페르디난트 1세로 이어진다.

## 가계

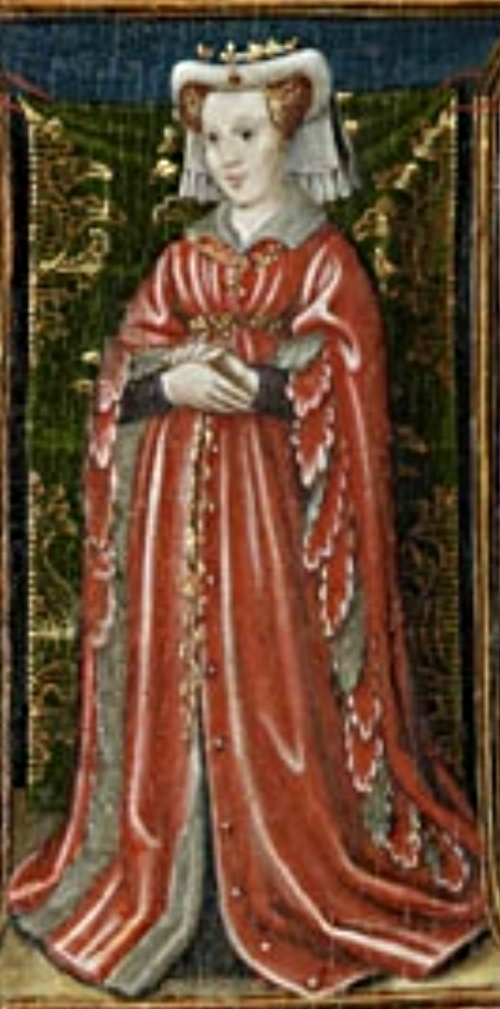
딸 이브레아의 수산나

- 할아버지 안스카르(902년 4월 사망)
- 아버지 이브레아의 아달베르토 1세(? - 924)
- 어머니 프리울리의 기셀라(880 - 915)
- 왕비 윌라 드 아를, 보소 드 아를의 딸, 프로방스의 위그의 조카딸
  - 아들 아달베르토(? - 975, 이탈리아의 공동 왕(951~965), 이브레아 후작(965~975))
  - 아들 이브레아의 귀도(? - 970년 6월 25일, 이브레아 후작(957 -965))
  - 아들 콘라트(? - 1001년)

## 기타
한때 로타리오 2세를 그가 독살했다는 의혹을 오랫 동안 받아왔다.